# 黃楓 (導演)
黄枫（英語：Huang Feng；1919年—？），香港著名导演，与邹文怀一起创办嘉禾电影公司。

## 生平
黄枫是一个出生在中国安徽合肥的人，最初是演员，之后担任导演助理等职务。之后和邹文怀一起创办嘉禾电影公司，并且邹文怀还提拔黄枫成为导演。 ，并在之后执导了很多的电影，比较出名的是和茅瑛合作的一些作品，并且动作片成为同类功夫电影的标杆。
后在1980年左右退休。

## 外部連結
- 黃楓在互联网电影资料库（IMDb）上的資料（英文）
- 黃楓在香港影庫上的簡介
- 豆瓣链接 （页面存档备份，存于）